# عبد الرحمن جاويش
عبد الرحمن جاويش (مواليد محافظة الشرقية سنة 1995) سيناريست وكاتب وروائي مصري، حاصل على درجة البكالوريوس في الهندسة المدنية. بدأ حياته المهنية بنشر ثلاث روايات مع (دار تويا للنشر)، ورواية «أثر المخلدين» مع دار «عصير الكتب» وحاليًا عبد الرحمن جاويش هو واحد من فريق برنامج «الدحيح» الشهير على يوتيوب، علاوةً على القصص التي ينشرها على صفحته الشخصية على «فيسبوك» والتي لاقت رواجًا كبيرًا مع جمهور منصات التواصل الاجتماعي. بجانب مقالاته السينمائية وومقالاته الساخرة في العديد من الصحف والمنصات المصرية (مثل الدستور)، شارك «جاويش» مؤخرًا في كتابة مسلسلين تم عرضهما حديثًا، وهما «هنا الأرض»، و«ونسني». وكذلك عمل على بعض الحملات الدعائية. وآخر إنتاجاته الكتابية والأدبية هو مسلسل «الجلسة» الصوتي الذي تنفرد به منصة «ستوري تيل» المتخصصة في الكتب الصوتية.

## المسيرة المهنية
عبد الرحمن جاويش من مواليد محافظة الشرقية سنة 1995 كتب في بعض الجرائد والمواقع المحلية، مثل جريدة الدستور، وشارك في كتابة أكثر من مسلسل مستقل، وكتب أفكار العديد من الفيديوهات الساخرة على مواقع التواصل الاجتماعي، كما دوَّن العديد من قصص الديستوبيا على صفحته الشخصية على موقع «فيسبوك» وحازت على الكثير من الإشادات من القراء والكُتَّاب كذلك.

## مؤلفاته
| م | الكتاب                           |  | الإصدار | الناشر                     | عدد الصفحات | ISBN13               |
| - | -------------------------------- |  | ------- | -------------------------- | ----------- | -------------------- |
| 1 | النبض صفر                        |  | 2017    | تويا للنشر والتوزيع        | 348         |                      |
| 2 | الكونت: بقواعدي سنلعب            |  | 2018    | دار تويا للنشر والتوزيع    | 263         | (ردمك 9789776549531) |
| 3 | أثر المخلدين                     |  | 2020    | عصير الكتب للنشر والتوزيع  |             |                      |
| 4 | معرض الكتاب: اغتيال بدوافع أدبية |  | 2016    | دار تويا للنشر والتوزيع    | 373         | (ردمك 9789776223035) |
| 5 | الجلسة                           |  | 2020    | Storytel Original          | 344         | (ردمك 9789178915828) |
| 6 | تحرش                             |  | 2015    | دار الميدان للنشر والتوزيع | 136         | (ردمك 9786589091257) |
| 7 | غُرفة التحكم - Control Room       |  | 2018    | منشورة على موقع فيسبوك.    | 5           |                      |